# Острошиці
Острошиці — (біл. вёска Астрошыцы), село (веска) в складі Логойського району розташоване в Мінській області Білорусі, підпорядковане Острошицькій сільській раді.
Село Острошиці розташоване в центральних районах Білорусі, у північній частині Мінської області - орієнтовне розташування.

## Історія
Вперше згадується у 1449 році як маєток під назвою Острожчичі. Належав маєток Судимонтовичам, Кежгайлам, Шемьотам, з 1590 року Криштофу Радзівілу, потім Тишкевичам (до початку XX століття). У 1747 році тут була побудована уніатська церква. У 1870 р. Село належало Острошицько-Городоцькій волості. На початку XX ст. поселення Острошиці складалося з панської садиби (55 жителів) та села (150 жителів, 21 двір). З 1924 року центр Острошицько-Городоцької сільської ради, з 1931 року увійшов до Логойського району. У 1994 році тут мешкало 689 жителів на 218 дворів.